# Пньово (Псковська область)
Пньово (рос. Пнёво) — присілок в Гдовському районі Псковської області Російської Федерації.
Населення становить 9 осіб. Входить до складу муніципального утворення Самолвовська волость.

## Історія
Від 2005 року входить до складу муніципального утворення Самолвовська волость.

## Населення
| 2001 | 2002 | 2010 |
| ---- | ---- | ---- |
| 11   | ↘9   | →9   |